# Giovanni Sio
Giovanni-Guy Yann Sio (* 31. März 1989 in Saint-Sébastien-sur-Loire) ist ein französisch-ivorischer Fußballspieler.

## Karriere

### Vereine
Sio begann seine Karriere bei der Juniorenabteilung des FC Nantes. Im Sommer 2007 kam er zur Zweitmannschaft von Real Sociedad, die im Sommer 2008 in die Segunda División aufstieg. Im September 2009 unterschrieb er einen Vertrag bei dem Schweizer Verein FC Sion. In der Saison 2010/11 gewann er mit dem Verein aus dem Kanton Wallis den Schweizer Cup. In Sion wurde Sio als großes Talent gehandelt, da er in der Meisterschaftssaison 2010/11 in 30 Spielen zehn Tore erzielt hatte.
In der Winterpause 2011/12 wechselte Sio zum VfL Wolfsburg. Er unterschrieb einen Dreieinhalb-Jahres-Vertrag bis zum 30. Juni 2015. Am Samstag, dem 21. Januar 2012, gab er sein Bundesligadebüt gegen den 1. FC Köln (1:0), als ihn Felix Magath in der 74. Minute für Ja-Cheol Koo einwechselte.
Nachdem er sich keinen Stammplatz im Team des VfL Wolfsburg erarbeiten konnte, wurde Sio für die Saison 2012/13 bis zum 30. Juni 2013 innerhalb der Bundesliga an den FC Augsburg verliehen.
Auch beim FC Augsburg konnte Sio jedoch keinen Stammplatz in der Mannschaft erreichen. Die Integration in das Team scheiterte nicht zuletzt an Sprachproblemen. Im letzten Bundesligaspiel der Hinrunde 2012/13, bei der Spielvereinigung Greuther Fürth, wurde er in der zweiten Halbzeit eingewechselt und musste das Spielfeld bereits nach wenigen Minuten mit einer roten Karte wegen Foulspiels verlassen. Beim Gang in den Kabinentrakt zeigte er der Fürther Haupttribüne den erhobenen Mittelfinger. Das Sportgericht verhängte eine Sperre von vier Pflichtspielen.
Ende Januar 2013 löste Sio seinen Leihvertrag beim FC Augsburg vorzeitig auf und wechselte auf Leihbasis bis zum Saisonende 2012/13 zum französischen Erstligisten FC Sochaux. Im August 2013 wechselte Sio für drei Millionen Euro zum FC Basel. Er unterschrieb einen Vierjahresvertrag.
Ab Sommer 2015 spielte er bei Stade Rennes in der Ligue 1.
Ab der Saison 2017/18 stand Sio beim HSC Montpellier unter Vertrag und machte in seiner ersten Saison mit 10 Toren in 33 Ligaspielen auf sich aufmerksam. Zur neuen Saison wurde er an den al-Ittihad Kalba SC und im Sommer 2019 an den türkischen Erstligisten Gençlerbirliği Ankara abgegeben. Von Juli 2021 bis Ende November 2021 war er vertrags- und vereinslos. Am 23. November 2021 unterschrieb er in der Schweiz einen Vertrag bei seinen ehemaligen Verein FC Sion. Für den Klub bestritt er 36 Ligaspiele. Hiebei erzielte er zehn Tore.
Zu Beginn der Saison 2023/24 unterschrieb er im Juli 2023 einen Vertrag beim thailändischen Erstligisten Ratchaburi FC. Nach neun Erstligaspielen für den Verein aus Ratchaburi wurde sein Vertrag Anfang November 2023 nicht verlängert.

### Nationalmannschaft
Giovanni Sio bestritt mehrere Spiele für die U-Nationalmannschaften von Frankreich, bis er sich für die Elfenbeinküste entschied. Seit 2013 ist er Mitglied der Ivorischen Nationalmannschaft. Am 16. November 2013 konnte er sich gegen Senegal mit seinem Team für die Fußball-Weltmeisterschaft 2014 in Brasilien qualifizieren.

## Erfolge
FC Sion
- Schweizer-Cup-Sieger: 2011

FC Basel
- Schweizer Meister: 2014